# Eugène Heynen
Raphaël-Eugène Ghislain, dit Eugène Heynen, est un dramaturge dialectal belge de langue wallonne né le 18 décembre 1866 à Wavre et décédé le 7 novembre 1950. Ses pièces, dans le registre humoristique, ont été régulièrement jouées au début du XXe siècle. Comme le précise son biographe Léon Maret : « Eugène Heynen, créateur du théâtre populaire wavrien, est révélé à toute la Wallonie et est sollicité par les diverses associations d'auteurs et les revues dialectales ».
Il est également le fondateur de la société d'apiculture de Wavre, toujours active cent ans plus tard.

## Pièces les plus connues
- On bia minnadje (1895)
- Lu med'cin maugré lu (1896)
- Lu grumancin
- Spirite maugré lu
- Li tchabote
- Trop pressés
- Sins conscyince
- Li comere da Zidore
- L'élection del Président
- One swerée amon Mitchi
- Li conscrit de 1914
- Piarre Duvnu Nourice
- Li bylet d'lotrie (1909). Rejouée en 2009, en présence de son arrière-petit-fils François-Xavier Heynen, par la troupe de Laneffe[3]
- Des œuvres sont conservées à la Bibliothèque royale de Belgique[4]